# Ostracion trachys
Ostracion trachys là một loài cá biển thuộc chi Ostracion trong họ Cá nóc hòm. Loài này được mô tả lần đầu tiên vào năm 1975.

## Từ nguyên
Tính từ định danh trachys (τραχύς; trākhús) trong tiếng Hy Lạp cổ đại có nghĩa là "thô ráp", hàm ý đề cập đến cấu trúc xù xì của mai, đặc biệt là những vị trí mà các mảng có gai bao phủ ở loài này.

## Phân bố

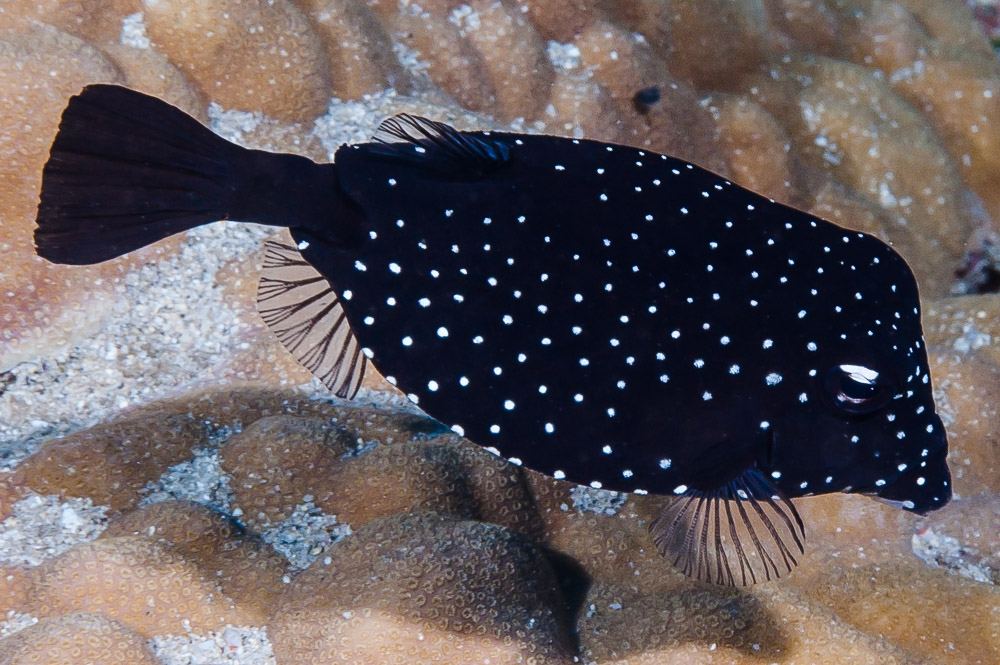
Cá cái

O. trachys hiện chỉ được biết đến tại Mauritius và Réunion, hai đảo quốc ở Tây Ấn Độ Dương. Độ sâu tìm thấy chúng trong khoảng từ 15 đến ít nhất là 30 m.

## Mô tả
Chiều dài cơ thể lớn nhất được ghi nhận ở O. trachys là 11 cm. Cá cái và cá con màu đen thẫm, lốm đốm các chấm trắng khắp cơ thể (trừ bắp đuôi). Cá đực màu xanh xám, trừ phần đỉnh đầu dọc lưng vẫn còn màu đen và chấm trắng; một sọc trắng nối giữa hai mắt, ngược ra sau đến gần cuống đuôi; cuống đuôi và vây đuôi màu nâu sẫm.